# Denys Parsons
Pour les articles homonymes, voir Parsons.
Denys Parsons (Londres, 12 mars 1914 — 3 juillet 1995) est un auteur britannique.  Il est l'inventeur en 1975 d'une méthode de notation musicale imprécise mais extrêmement simple destinée à l'indexation des thèmes musicaux.
L'idée d'un dictionnaire des thèmes musicaux était apparue en 1948 quand Harold Barlow et Sam Morgenstern répertorièrent une dizaine de milliers de morceaux au moyen de la notation littérale anglo-saxonne. Pour faciliter leur indexation, tous ces thèmes étaient transposés en ut majeur ou mineur. Cependant, la recherche d'un air était rendue difficile à cause des seize possibilités pour chacun des cas.
Le code Parsons résout élégamment ce problème.